# Ordre de bataille confédéré de Camp Wild Cat
Les unités et les commandants de l'armée confédérée suivants, ont combattu lors de la bataille de Camp Wild Cat (aussi connu comme Wildcat Mountain et le Camp de Wildcat) de la guerre de Sécession, le 21 octobre 1861, dans comté de Laurel, au Kentucky. L'ordre de bataille unioniste est indiqué séparément.

## Abréviations utilisées

### Grade militaire
- MG = Major général
- BG = Brigadier général
- Col = Colonel
- Ltc = Lieutenant-colonel
- Maj = Commandant
- Cpt = Capitaine
- Lt = Lieutenant

### Autre
- (b) = blessé
- mb = mortellement blessé
- † = tué
- (PDG) = capturé

## Armée Confédérée
BG Felix K. Zollicoffer
| Units      | |
| ---------- | --- |

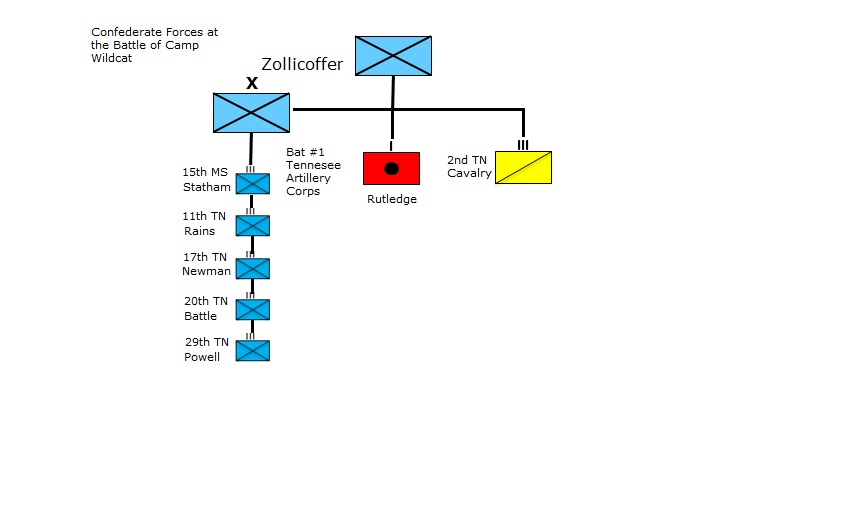
Ordre de bataille confédéré à Camp Wild Cat

| Infanterie | - 15th Mississippi : Col Winfield S. Statham - 11th Tennessee : Col James E. Rains - 17th Tennessee : Col Tazewell W. Newman - 20th Tennessee : Col Joel A. Battle - 29th Tennessee : Col Samuel Powell |
| Artillerie | - Battery A, Tennessee Artillery Corps: Cpt Arthur M. Rutledge |
| Cavalerie  | - 2nd Tennessee Cavalry Btln : Ltc Benjamin Branner |